# Tachinaephagus javensis
Tachinaephagus javensis är en stekelart som beskrevs av Subba Rao 1978. Tachinaephagus javensis ingår i släktet Tachinaephagus och familjen sköldlussteklar. Inga underarter finns listade i Catalogue of Life.